# Новые Полицы
Новые Полицы — деревня в Серебрянском сельском поселении Лужского района Ленинградской области.

## История

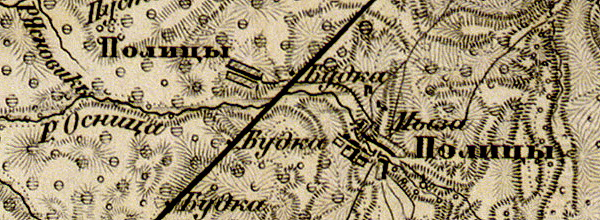
Деревня Новые Полицы на карте 1863 года

Согласно карте из «Исторического атласа Санкт-Петербургской Губернии» 1863 года на месте современной деревни находилась часть деревни Полицы, находящаяся к западу от железной дороги.
В XIX веке деревня административно относилась ко 2-му стану Лужского уезда Санкт-Петербургской губернии, в начале XX века — к Поддубской волости 4-го земского участка 4-го стана.
По данным «Памятной книжки Санкт-Петербургской губернии» за 1905 год деревня Новые Полицы входила в Полицкое сельское общество. 
С 1917 по 1923 год деревня Новые Полицы входила в состав Ново-Полицкого сельсовета Поддубской волости Лужского уезда.
С 1923 года, в составе Старо-Полицкого сельсовета Городецкой волости.
С 1924 года, в составе Больше-Клобутицкого сельсовета.

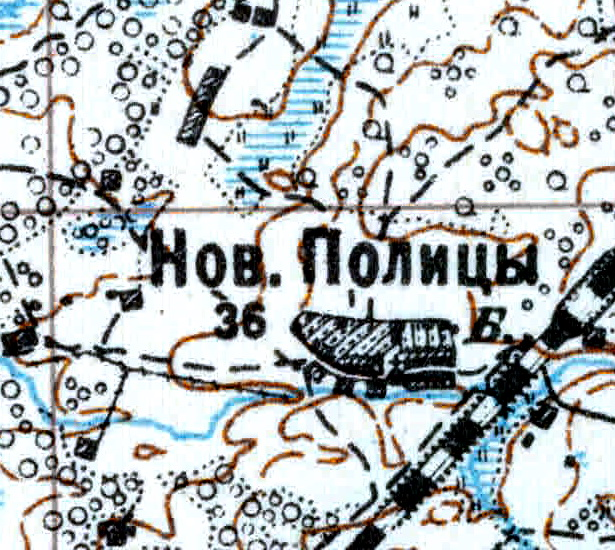
Деревня Новые Полицы карте 1926 года

Согласно топографической карте 1926 года деревня насчитывала 36 крестьянских дворов, в центре деревни находилась часовня.
С февраля 1927 года, в составе Лужской волости, с августа 1927 года — Лужского района.
По данным 1933 года деревня Новые Полицы входила в состав Клобутицкого сельсовета Лужского района.
C 1 августа 1941 года по 31 января 1944 года деревня находилась в оккупации.
В 1958 году население деревни Новые Полицы составляло 191 человек.
По данным 1966 года деревня Новые Полицы также входила в состав Клобутицкого сельсовета.
По данным 1973 и 1990 годов деревня Новые Полицы входила в состав Серебрянского сельсовета.
В 1997 году в деревне Новые Полицы Серебрянской волости не было постоянного населения, в 2002 году — проживали 5 человек (русские — 80 %).
В 2007 году в деревне Новые Полицы Серебрянского сельского поселения проживали 14 человек.

## География
Деревня расположена в южной части района к юго-западу от автодороги 41К-145 (Ретюнь — Сара-Лог).
Расстояние до административного центра поселения — 6 км.
Деревня находится близ железнодорожной линии Луга — Псков. Расстояние до ближайшей железнодорожной станции Серебрянка — 5 км. 
Деревня находится близ административной границы с Псковской областью.

## Демография
| 1958 | 1997 | 2007 | 2010 | 2017 |
| ---- | ---- | ---- | ---- | ---- |
| 191  | ↘0   | ↗14  | ↗22  | ↘16  |

## Улицы
Лесная.